# VIS Idoli
VIS Idoli je prvi i jedini EP beogradskog sastava Idoli objavljen 1981. Na omotu EP je "ležeći akt" Amadea Modigliania.

## Povijest
Euforija koju je sastav Idoli napravio sa singlom Maljčiki / Retko te viđam sa devojkama rezultirala je u velikom isčekivanju sljedećih skladbi. Sastav započinje snimanje pjesama u travnju 1981. Fotografije sa snimanja albuma objavljene su u novinama i časopisima. Sastav je snimio šest pjesama, uključujući dvije obrade. Sav materijal objavljen je na 12" EP-u. 
Sastav je obradio na Costellov način hit-pjesmu “Come On” Chucka Berryja pod nazivom "Hajde!" Ova pjesma se pojavljuje i na soundtracku filma Dečko koji obećava.
Za dizajn i produkciju ploče, zaslužan je Ivan Stančić Piko koji je izabrao za omot ploče "Ležeći akt" umjetnika Amadea Modigliania. Kao gost na albumu pojavljuje se Malden Juričić, član sastava Film, koji je svirao harmoniku i Jurij Novoselić koji je svirao orgulje. 
VIS Idoli je obljavljen i kao dupla kazeta i EP zajedno sa sastavom Film; Film u Kulušiću – Live EP nazvan je Zajedno. 

## Objavljeni video spotovi i live koncerti
Video spot je snimljen za pjesmu "Devojko mala" dok su se istovremeno na TV postajama prikazivali spotovi pjesama "Malena" i "Zašto su danas devojke ljute", koje su premijerno prikazane za novogidišnju noć 1981., na show programu Rokenroler. Video spot za pjesmu "Maljčiki" je također prikazan na istom show programu. Video pjesme "Zašto su danas devojke ljute" snimljen je tek poslije objave EP-a.
EP je prezentiran publici na turneji sa sastavom Film. Većina održanih koncerata bila je u primorskim mjestima. Na kraju turneje Kokan Popović postao je novi bubnjar sastava.
Pjesme "Dok dobuje kiša (u ritmu tam-tama)" i "Malena" objavljene su na live albumu Vlade Divljana 1996. Odbrana i zaštita.

## Popis pjesama
Sve pjesme su od Idola osim ako nije drugačije naglašeno. Remiks verzija albuma sadrži bonus pjesme s njihovog drugog singla.
1. "Dok dobuje kiša (u ritmu tam-tama)"  - 3:30
2. "Zašto su danas devojke ljute"  - 2:40
3. "Devojko mala"  - 2:02 (D. Kraljić, B. Timotijević)
4. "Ime Da Da"  - 3:25
5. "Malena"  - 6:16
6. "Hajde!"  - 1:50 (Berry, Idoli)

### Bonus pjesme
1. "Retko te viđam sa devojkama"  - 3:05 (Srđan Šaper, Vlada Divljan)
2. "Maljčiki" - 3:20 (Vlada Divljan)

## Članovi sastava
- Vlada Divljan (gitara, vokal)
- Nebojša Krstić (udaraljke, vokal)
- Srđan Šaper (udaraljke, vokal)
- Boža Jovanović (bubnjevi)
- Zdenko Kolar (bas)